# Adra (Syrie)
Pour les articles homonymes, voir Adra.
Adra (en arabe : عدرا) est une ville de Syrie faisant partie du district de Douma, dans le gouvernorat de Rif Dimachq. La population de la ville était de 20 559 habitants en 2004.

## Géographie
La ville est située à une vingtaine de kilomètres au nord-est de Damas.

## Climat
Adra possède un climat désertique froid (classification de Köppen BWk) ; la température moyenne annuelle est de 16,8 °C. La moyenne des précipitations annuelles est de 167 mm.

## Histoire
En 634, Adra est prise par le général arabe Khalid ibn al-Walid.
En 684, Marj Rahit (une prairie située entre Adra et Douma), est le théâtre d'une bataille décisive dans l'histoire de l'Islam, entre les partisans du califat du Hedjaz fondé par Abd Allah ibn az-Zubayr et ceux du califat omeyyade de Damas, dirigé par Marwan Ier. La victoire des Omeyyades lors de cet affrontement empêche définitivement ibn az-Zubayr d'unifier la Oumma sous son commandement.
Au XVIIIe siècle, le voyageur anglais Richard Pockocke mentionne la présence à Adra d'un « vieux caravanserai ruiné ».

### Pendant laGuerre civile syrienne
Le 5 août 2013, Adra est la cible d'une attaque chimique attribuée au régime syrien,. 
Ville à majorité alaouite et abritant aussi des communautés sunnite, druze et chrétienne, Adra est prise le 11 décembre 2013 est prise par les forces rebelles et djihadistes de Jaych al-Islam, du Front al-Nosra et de l'État islamique en Irak et au Levant,. Plusieurs dizaines de combattants loyalistes sont tués lors des combats. Des centaines de civils — des membres de comités populaires et des femmes parentes de militaires — sont capturés par Jaych al-Islam,. Selon l'OSDH, au moins 32 civils, en majorité des alaouites, sont également tués,. Le 18 décembre, des djihadistes de l'État islamique en Irak et au Levant décapitent trois alaouites. Abandonnée par toute sa population civile, Adra est reprise par le régime syrien le 25 septembre 2014.
La ville d'Adra est également connue pour sa prison qui abrite de nombreux prisonniers politiques pendant le conflit.